# Wat Chang Lom (Sukhothai)

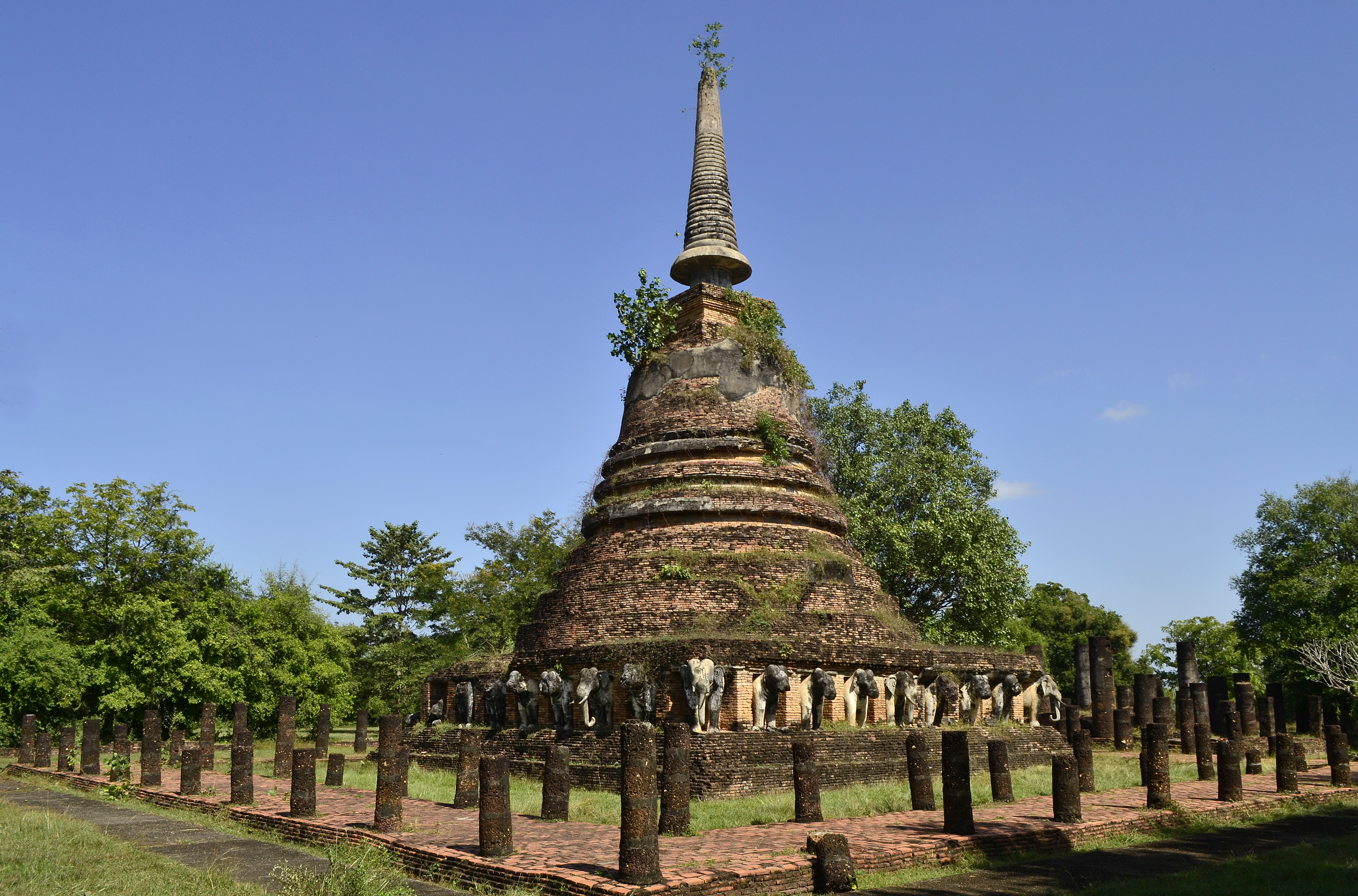
Wat Chang Lom

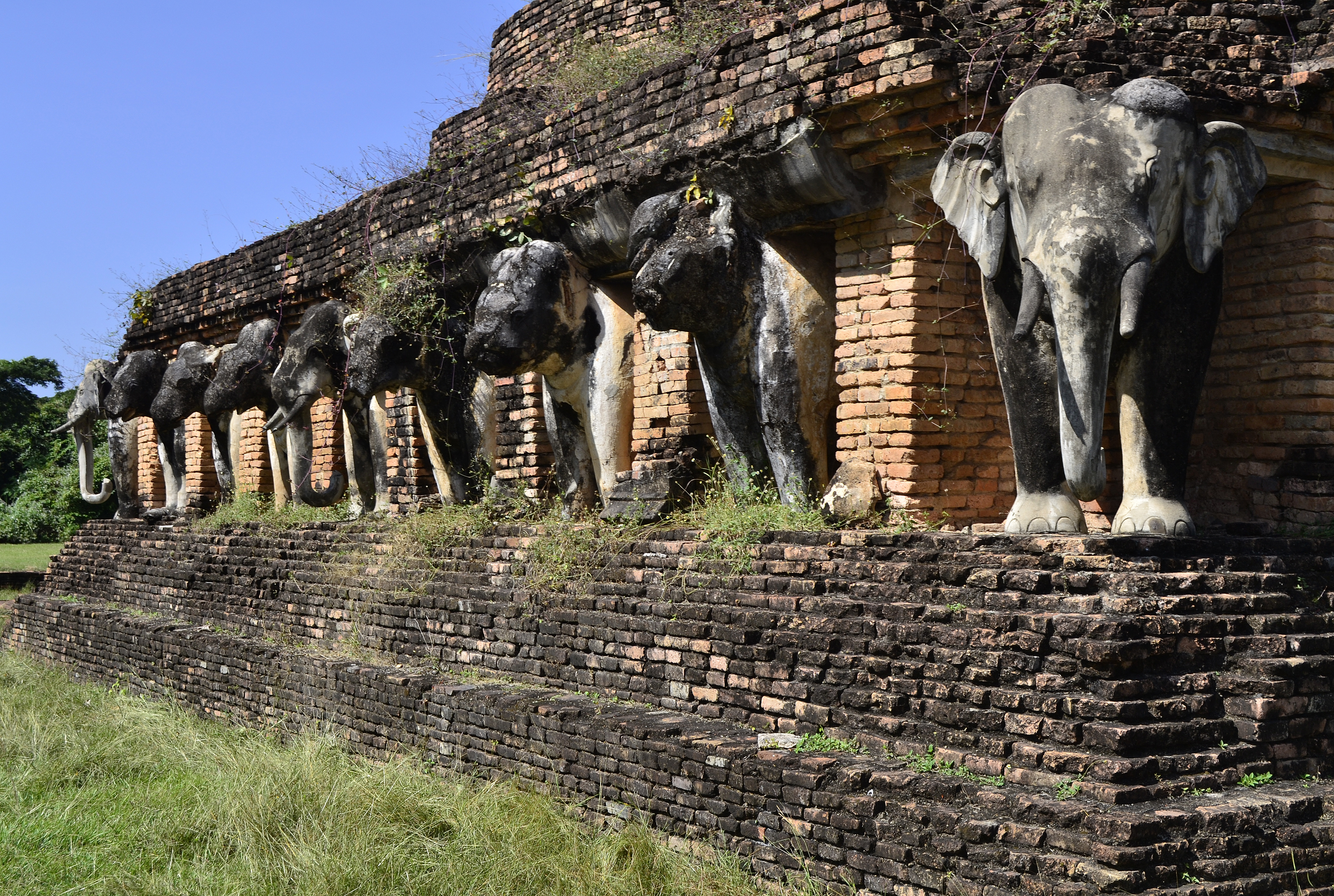
Die Elefanten des Wat Chang Lom

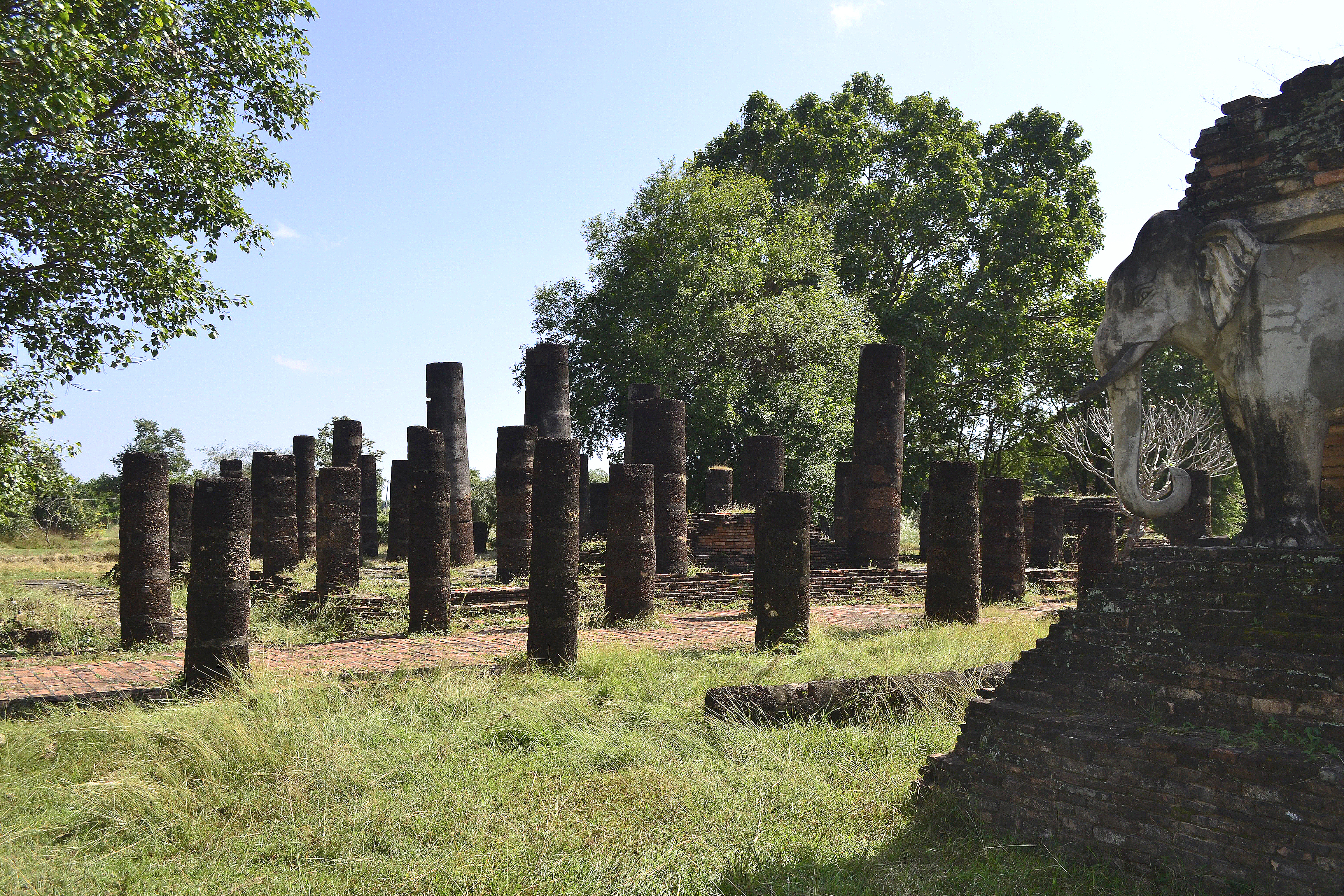
Die Reste der Versammlungshalle (Wihan) östlich vor dem Chedi

Wat Chang Lom (Thai วัดช้างล้อม – Kloster von Elefanten umgeben) sind die Ruinen einer buddhistischen Tempelanlage (Wat) in Sukhothai, Provinz Sukhothai in der Nordregion von Thailand.

## Lage
Der Wat Chang Lom ist Teil des Geschichtsparks Sukhothai, er liegt wenige Kilometer östlich außerhalb der Alten Stadt (Mueang Kao – เมืองเก่า) von Sukhothai.

## Sehenswürdigkeiten
Die Tempelanlage besteht aus einem großen Chedi „in singalesischem Stil“ mit den Resten einer Galerie, den Ruinen einer Versammlungshalle (Wihan) und einer Ordinationshalle (Ubosot oder Bot), der östlich etwas abseits liegt und von einem eigenen Wassergraben umgeben ist. Zahlreiche kleine Chedis – von vielen ist nur noch das Fundament vorhanden – sind auf dem Gelände verteilt.
Der große glockenförmige Chedi steht auf einem quadratischen Ziegel-Sockel mit etwa 18 Meter Seitenlänge. 32 Elefanten-Skulpturen stehen rund um den Sockel. Jeder Elefant scheint in einer eigenen kleinen gemauerten Nische zu stehen, nur das vordere Viertel der Tiere ist sichtbar. Ein quadratischer Säulengang mit Ziegel-Fundament und Resten von Laterit-Säulen innen und außen umgibt in einigem Abstand den Chedi.
Östlich des Chedi sind die Ruinen einer Versammlungshalle mit einer Buddha-Statue zu sehen. Runde und quadratische Laterit-Säulen stützten einmal das Dach.
Chedi und Versammlungshalle werden von einer niedrigen Ziegelstein-Mauer mit den Außenmaßen 100 × 157 Metern und die wiederum von einem Wassergraben geschützt. Der Wassergraben wird vom Mae-Ramphan-Kanal gespeist, der südlich der Anlage entlang fließt.